# Jeanine Assani-Issouf
Pour les articles homonymes, voir Assani et Issouf.
Jeanine Assani-Issouf (née le 17 août 1992 à Marseille) est une athlète française, spécialiste du triple saut. Elle s'entraîne à Limoges où elle est sociétaire du Limoges Athlé.

## Biographie
Jeanine Assani-Issouf est née à Marseille le 17 août 1992 dans une famille originaire de Mayotte. Elle y grandit jusqu’à l’âge de quatre ans. Sa famille déménage alors à Limoges, dans le quartier de La Bastide, pour suivre son père qui vient d’y trouver du travail. Elle a sept frères et sœurs.
D’abord attirée par le basket-ball, elle est repérée en juin 2004 par Didier Léopoldi, figure emblématique de l'athlétisme limougeaud, lors d’une compétition scolaire au collège. Quelques mois après, âgée de 12 ans, elle remporte sa première compétition en triple saut avec le CAPO Limoges ou elle sera licenciée jusqu'en 2011.
Jeanine Assani-Issouf fait figure de modèle dans son club, le Limoges Athlé et motive de nombreux athlètes plus jeunes.
Elle travaille à la direction régionale de la jeunesse, des sports et de la cohésion sociale (DRJSCS) à Limoges.

## Carrière sportive
Après une médaille d'argent obtenu à Aubière en 2013 avec 13,23 m, Jeanine Assani-Issouf remporte son premier titre de Championne de France en salle en février 2014, avec un saut à 13,73 m, au Stadium Bordeaux-Lac de Bordeaux. L’été suivant, elle décroche la médaille de bronze aux Championnats de France en plein air organisés du 11 au 13 juillet au Stade Georges-Hébert de Reims, avec un saut à 13,55 m.
De retour au Stadium Jean-Pellez d'Aubière en 2015, elle conserve son titre en remportant les Championnats de France en salle, du 21 et 22 février, avec un saut à 14,13 m. Début juillet, elle se place huitième au meeting Areva au Stade de France, pour sa première participation à la Ligue de diamant. La semaine suivante, elle termine seconde des Championnats de France d'athlétisme en plein air organisés au Stadium Lille Métropole de Villeneuve-d'Ascq, du 10 au 12 juillet, en franchissant 13,63 m.
Le 19 mars 2016, Assani-Issouf se classe 7e de la finale des Championnats du monde en salle de Portland avec 14,07 m. Le 6 mai suivant, la Française améliore son record personnel à 14,26 m lors de la Doha Diamond League 2016 où elle se classe 4e.
Le 26 juin, elle remporte son 1er titre de Championne de France en plein air avec un saut à 14,40 m, record personnel ainsi que des championnats. Elle confirme ainsi qu'elle est l'une des favorites pour les Championnats d'Europe d'Amsterdam. Cependant, lors de ces championnats, elle ne passe pas les qualifications, battue aux essais pour la finale par la Finlandaise Kristiina Mäkelä.
Le 6 février 2017, elle réalise les minimas pour les Championnats d'Europe en salle de Belgrade avec 14,00 m et confirme 4 jours plus tard à Eaubonne avec 14,01 m.
Le 16 juillet, elle remporte les Championnats de France de Marseille avec un saut à 14,48 m, record personnel non-homologable à cause d'un vent trop fort (+ 2,6 m/s). Néanmoins, elle parvient à réaliser les minimas pour les Championnats du monde de Londres avec un saut à 14,39 m (+ 0,6 m/s), à seulement un centimètre de son record réalisé l'année précédente.
Le 8 juillet 2018, elle remporte son troisième titre consécutif de Championne de France de triple saut en plein air à Albi avec un saut à 14,43 m. Elle bat son record personnel de 3 cm après son 5e essai. Une performance de bon augure avant les Championnats d'Europe qui se tiendront du 7 au 12 août à Berlin et où elle vise au moins la finale. Le 8 août, lors des qualifications aux championnats d'Europe de Berlin, elle saute 14,30 m et se qualifie pour la finale. Elle termine 7e avec 14,12 m.

## Palmarès

### International
| Date | Compétition                       | Lieu        | Résultat | Marque  |
| ---- | --------------------------------- | ----------- | -------- | ------- |
| 2014 | Championnats d'Europe par équipes | Brunswick   | 8e       | 13,28 m |
| 2015 | Championnats d'Europe par équipes | Tcheboksary | 6e       | 13,97 m |
| 2015 | Championnats du monde             | Pékin       | 9e       | 14,12 m |
| 2016 | Championnats du monde en salle    | Portland    | 7e       | 14,07 m |
| 2017 | Championnats d'Europe par équipes | Lille       | 3e       | 14,00 m |
| 2018 | Championnats d'Europe             | Berlin      | 7e       | 14,12 m |

### National
- Championnats de France d'athlétisme :
  - Vainqueur du triple saut en 2016, 2017, 2018 et 2020
  - Deuxième du triple saut en 2015
  - Troisième du triple saut en 2014 et 2023
- Championnats de France d'athlétisme en salle :
  - Vainqueur du triple saut en 2014, 2015, 2016 et 2017
  - Deuxième du triple saut en 2013, 2018, 2019, 2020 et 2021

## Records
| Épreuve     | Épreuve   | Marque  | Lieu    | Date            |
| ----------- | --------- | ------- | ------- | --------------- |
| Triple saut | Plein air | 14,43 m | Albi    | 8 juillet 2018  |
| Triple saut | En salle  | 14,17 m | Aubière | 27 février 2016 |